# Repubblica della Nuova Granada
La Repubblica della Nuova Granada (in spagnolo: República de la Nueva Granada) fu una repubblica  formata principalmente dai territori degli attuali Colombia e Panama, oltre a piccole porzioni degli odierni Ecuador, Perù, Brasile, Costa Rica, Venezuela e Nicaragua. Fu creata dalla dissoluzione della Grande Colombia nel 1830.
Fu successivamente abolita con nel 1858 con la costituzione della Confederazione Granadina.